# Draugr
Ein Draugr (altnordisch, Plural draugar, norwegisch Draug) ist im skandinavischen Volksglauben ein Toter, der in seinem Grabhügel „weiterlebt“ und für die Menschen seiner Umgebung eine große Bedrohung darstellt. Draugar waren in den isländischen Sagas ein beliebter literarischer Gegenstand.

## Legende
Der skandinavische Volksglaube geht auf eine wesentlich ältere Vorstellung zurück, wonach ein Toter in seinem Körper mit voller Lebenskraft weiterexistiert. Diese Vorstellung hat nichts mit dem Glauben an eine Seele zu tun.
In der Sagaliteratur werden Draugar wie folgt beschrieben: Ihr Aussehen richtet sich nach der Art des Todes. So erscheinen Ertrunkene triefend nass oder im Kampf Gefallene blutverschmiert mit klaffenden Wunden. Sie haben übermenschliche Kräfte und magische Fähigkeiten, sie können die Zukunft vorhersagen und sich in Tiergestalt verwandeln. Oft werden sie als Wächter der Grabbeigaben beschrieben. Kennt man die richtige Beschwörungsformel, kann man sie sich auch dienstbar machen. Ihr Aktionsradius beschränkt sich auf ihren Grabhügel, jedoch vermögen sie sich unter Umständen auch durch Erde und Fels so zu bewegen, dass sie anderswo erscheinen können. Daneben gibt es aber auch Erzählungen von solchen, die nachts ihren Hügel verlassen, um wütend auf den Firstbalken der Dächer zu reiten und auf andere Weise Angst und Schrecken zu verbreiten. Mit normalen Waffen, heißt es manchmal, kann man sie nicht verwunden. Will man sie endgültig vernichten, muss man ihnen nach gängiger Vorstellung den Kopf vom Rumpf trennen, ihn dann zum Gesäß legen und dann den ganzen Körper verbrennen.
Auch im Glauben, dass das Feuer einen Untoten endgültig vernichten kann, tritt anscheinend ein alter Zug dieser Vorstellungen zu Tage.
Die mittelalterlichen Skandinavier fühlten sich offenbar von den Draugar bedroht. Darauf deuten zahlreiche Runeninschriften mit Abwehrzaubern auf Amuletten hin. Auch wurden Inschriften auf Grabplatten gefunden, die dem Toten befahlen, in seinem Grab zu bleiben. Die Inschrift war dabei dem Toten zugewandt. Auch die Häufigkeit, mit der das Thema vor allem in isländischen Sagas aufgegriffen wurde, zeugt von seiner Bedeutung.

## Moderne Rezeption
- Draugar werden in Fantasy-Büchern, -Filmen und -Spielen erwähnt. Prominente Beispiele sind die Videospiele The Elder Scrolls V: Skyrim und Valheim.
- Im Herr der Ringe beschrieb J. R. R. Tolkien die Grabunholde bzw. Grabwichte (Original: Barrow-wights), die ihr Unwesen in den Gräbern und Grüften der Hügelgräberhöhen trieben.
- Die Tragikomödie Der Draug von Zeha Schröder spinnt den Mythos vom Draugr auf moderne, ironische Weise weiter. Das Stück wurde 2016 vom Theater Freuynde + Gaesdte uraufgeführt (mit Helge Salnikau in der Rolle des „Draugs“ Eduard Schwartz).[1]